# Jeff Woywitka
Jeffrey „Jeff“ Woywitka (* 1. September 1983 in Vermilion, Alberta) ist ein ehemaliger kanadischer Eishockeyspieler, der im Verlauf seiner aktiven Karriere zwischen 1999 und 2015 unter anderem 282 Spiele für die St. Louis Blues, Dallas Stars und New York Rangers in der National Hockey League (NHL) auf der Position des Verteidigers bestritten hat. Darüber hinaus absolvierte Woywitka über 360 weitere Partien in der American Hockey League (AHL) und war zwei Spielzeiten für die Augsburger Panther in der Deutschen Eishockey Liga (DEL) aktiv.

## Karriere
Jeff Woywitka begann seine Karriere als Eishockeyspieler bei den Red Deer Rebels, für die er von 1999 bis 2003 in der kanadischen Juniorenliga Western Hockey League (WHL) aktiv war. Im Jahr 2001 gewann der Verteidiger mit dem Team zunächst die Meisterschaft der WHL in Form des President’s Cups. Anschließend gewannen die Rebels das Finalturnier um die Meisterschaft der Canadian Hockey League, den Memorial Cup. In diesem Zeitraum wurde Woywitka im NHL Entry Draft 2001 in der ersten Runde als insgesamt 27. Spieler von den Philadelphia Flyers aus der National Hockey League (NHL) ausgewählt. In der Folge entwickelte sich das Talent zu einem der besten Defensivspieler der WHL, woraufhin er in seiner letzten Spielzeit in der Liga mit der Bill Hunter Memorial Trophy als bester Abwehrspieler ausgezeichnet wurde.
Anschließend wechselte der Kanadier im Sommer 2003 in die Organisation der Philadelphia Flyers, die ihn allerdings nicht in der NHL einsetzten. Nachdem er die Saison 2003/04 bei deren Farmteam, den Philadelphia Phantoms, in der American Hockey League (AHL) begonnen hatte, wurde er Mitte Dezember 2003 zusammen mit einem Erstrunden-Wahlrecht im NHL Entry Draft 2004 sowie ein Drittrunden-Wahlrecht im NHL Entry Draft 2005 im Tausch für Mike Comrie an die Edmonton Oilers abgegeben. Für Edmontons AHL-Farmteams Toronto Roadrunners und Edmonton Road Runners spielte der Linksschütze in den folgenden eineinhalb Jahren ausschließlich. Am 2. August 2005 wurde Woywitka zusammen mit Eric Brewer und Doug Lynch im Tausch für Chris Pronger zu den St. Louis Blues transferiert. Für St. Louis gab der Kanadier in der Saison 2005/06 sein Debüt in der NHL. In seinem Rookiejahr gab er in 26 Spielen zwei Vorlagen. Auch in den folgenden drei Spielzeiten lief er regelmäßig für St. Louis in der NHL auf, wobei er parallel jeweils für deren AHL-Kooperationspartner Peoria Rivermen spielte. Am 7. Juli 2009 unterschrieb der ehemalige Junioren-Nationalspieler als Free Agent einen Zweijahresvertrag bei den Dallas Stars und etablierte sich dort als Stammspieler in der NHL.
Nach Auslauf des Vertrags wechselte Woywitka im Sommer 2011 abermals als Free Agent zu den Canadiens de Montréal. Bei dem Versuch ihn vor dem Beginn der Saison 2011/12 in die AHL zu schicken, wurde der Verteidiger über den Waiver von den New York Rangers ausgewählt, die damit seinen bestehenden Vertrag übernahmen. Zur Spielzeit 2012/13 kehrte Woywitka in die Organisation der St. Louis Blues zurück und verbrachte die Spielzeit bei den Peoria Rivermen. Im November 2013 wurde der Kanadier von den Augsburger Panthern aus der Deutschen Eishockey Liga (DEL) unter Vertrag genommen. Nach zwei Jahren im Trikot der Fuggerstädter beendete der 31-Jährige im Sommer 2015 seine aktive Karriere.

### International
Mit der kanadischen U20-Nationalmannschaft nahm Woywitka an der U20-Junioren-Weltmeisterschaft 2003 teil, bei der er mit seiner Mannschaft den zweiten Platz belegte. In sechs Turnierspielen steuerte er dazu zwei Scorerpunkte bei. Zuvor hatte er bereits die World U-17 Hockey Challenge 2000 und den Nations Cup 2000 absolviert, bei dem er die Bronze- und Goldmedaille gewonnen hatte.

## Erfolge und Auszeichnungen
| - 2001 Teilnahme am CHL Top Prospects Game - 2001 President’s-Cup-Gewinn mit den Red Deer Rebels - 2001 Memorial-Cup-Gewinn mit den Red Deer Rebels - 2002 WHL East Second All Star Team | - 2003 Bill Hunter Memorial Trophy - 2003 WHL East First All-Star Team - 2003 CHL Third All-Star Team |

### International
- 2000 Bronzemedaille bei der World U-17 Hockey Challenge
- 2000 Goldmedaille beim Nations Cup
- 2003 Silbermedaille bei der U20-Junioren-Weltmeisterschaft

## Karrierestatistik

### International
Vertrat Kanada bei:
- World U-17 Hockey Challenge 2000
- Nations Cup 2000
- U20-Junioren-Weltmeisterschaft 2003

(Legende zur Spielerstatistik: Sp oder GP = absolvierte Spiele; T oder G = erzielte Tore; V oder A = erzielte Assists; Pkt oder Pts = erzielte Scorerpunkte; SM oder PIM = erhaltene Strafminuten; +/− = Plus/Minus-Bilanz; PP = erzielte Überzahltore; SH = erzielte Unterzahltore; GW = erzielte Siegtore; 1 Play-downs/Relegation; Kursiv: Statistik nicht vollständig)